# Clastobryopsis perdecurrens
Clastobryopsis perdecurrens är en bladmossart som beskrevs av Benito C. Tan 1991. Clastobryopsis perdecurrens ingår i släktet Clastobryopsis och familjen Sematophyllaceae. Inga underarter finns listade i Catalogue of Life.